# Ecosistema y paisaje cultural de Lopé-Okanda
El Ecosistema y paisaje cultural de Lopé-Okanda es una región única, está ubicado en las provincias de Ogoué-Ivindo y de Ogoué-Lolo, en la zona central de Gabón. Fue inscrito en el Patrimonio de la Humanidad de la Unesco en 2007. 
Este sitio es un ejemplo de transición poco común entre un bosque lluvioso tropical, denso y bien conservado, y una sabana arcaica con gran variedad de hábitats y especies animales, entre las que figuran grandes mamíferos en peligro de extinción. También es un exponente de procesos de evolución, tanto ecológicos como biológicos, desde el punto de vista de la adaptación de las especies y los hábitats a los cambios climáticos postglaciares. El sitio presenta además huellas palpables de asentamientos humanos de la Era Neolítica y la Edad del Hierro, así como vestigios de arte rupestre, que demuestran la existencia de una importante ruta migratoria utilizada por los bantúes y otras poblaciones del África Occidental. Esa ruta, que ha contribuido a la configuración del África Subsahariana en su conjunto, partía del África Occidental y pasaba por el valle del río Ogooué para dirigirse luego hacia el norte de los bosques de hoja perenne del Congo y hacia el este y el sur del continente.
Esta región la forman:
- El Parque Nacional de Lopé que posee varios ecosistemas, sobre todo grandes áreas de selvas tropicales, a excepción del norte donde existen zonas de transición y sabanas, reliquia de la última glaciación hace 15.000 años. Esta área está protegida desde 1946 cuando se creó la Reserva de Fauna Lopé-Okanda.
- Los restos diversas culturas, del Neolítico, la Edad del Hierro, y unos 1800 vestigios de poblamientos, petroglifos.